# File Gerber
Il formato di file Gerber è lo standard de-facto utilizzato per la produzione di circuiti stampati (PCB) per tracciare le connessioni elettriche quali piste, vias, e piazzole. In aggiunta, il file contiene informazioni per la foratura e la fresatura del circuito stampato.
Questi file sono generati da software di sbroglio circuitale EDA e vengono inviati ai costruttori di PCB per essere caricati nei software CAM.
Il formato di file Gerber è stato sviluppato da Gerber Systems Corp, ad oggi acquisito e di proprietà di Ucamco. Vengono pubblicate periodicamente delle revisioni contenenti le specifiche, scaricabili gratuitamente dalla pagina di download Ucamco. L'ultima revisione "2022.02" è stata pubblicata il 22 marzo 2022.
Esistono due versioni:
- Extended Gerber, o RS-274X, versione recente e più utilizzata.
- Standard Gerber, o RS-274-D, versione precedente, considerata obsoleta e sostituita dalla RS-274X.

## Extended Gerber
Un esempio di file di Gerber:
```
G04 Shorter version of Gerber X2 Example Job 1, created by Filip Vermeire, Ucamco*
%TF.FileFunction,Copper,Bot,L4*%
%TF.Part,Single*%
%FSLAX35Y35*%
%MOMM*%
%TA.AperFunction,Conductor*%
%ADD10C,0.15000*%
%TA.AperFunction,ViaPad*%
%ADD11C,0.75000*%
%TA.AperFunction,ComponentPad*%
%ADD12C,1.60000*%
%ADD13C,1.70000*%
%SRX1Y1I0.00000J0.00000*%
G01*
G75*
%LPD*%
D10*
X7664999Y3689998D02*
X8394995D01*
X8439999Y3734999D01*
X9369999D01*
D11*
X7664999Y3689998D03*
X8359999Y1874998D03*
X9882998Y3650498D03*
D12*
X4602988Y7841488D03*
D13*
X10729976Y2062988D03*
X10983976D03*
X11237976D03*
M02*
```